# Хвильове рівняння акустики
У фізиці, в хвильове рівняння акустики описує поширення акустичної хвилі через матеріальне середовище, яке є диференціальним рівнянням другого роду з частинними похідними.  Рівняння описує еволюцію акустичного тиску {\displaystyle p} або швидкості u як функції, яка залежить від координат х і часу {\displaystyle t}. Спрощена форма рівняння описує акустичні хвилі тільки в одному просторовому вимірі, в той час як більш загальна форма описує хвилі в трьох вимірах. 
Хвильове рівняння акустики був важливою точкою відліку у розвитку електромагнітного хвильового рівняння у Кельвінському майстер-класі в університеті Джонса Хопкінса.

## Одновимірний випадок

### Рівняння
Річард Фейнман вивів хвильове рівняння, яке описує поведінку звуку в справу в речовині в одному вимірі  як:
{\displaystyle {\partial ^{2}p \over \partial x^{2}}-{1 \over c^{2}}{\partial ^{2}p \over \partial t^{2}}=0}
де {\displaystyle p} — акустичний тиск і {\displaystyle c}— швидкість звуку.

### Розв'язування
За умови, що швидкість {\displaystyle c} є константою, яка не залежить від частоти (бездисперсійний випадок), то найбільш загальний розв'язок має вигляд
{\displaystyle p=f(ct-x)+g(ct+x)}
де {\displaystyle f} і {\displaystyle g} — будь-які двічі диференційовані функції. Це може бути зображено як суперпозицію двох хвиль довільного профілю, одна ({\displaystyle f}) пересуваються вгору по осі x, а інша ({\displaystyle g}) вниз по осі x зі швидкістю {\displaystyle c}. У частинному випадку синусоїдальної хвилі, яка рухається в одному напрямку, одна з цих функцій є синусоїдою, а інша рівна нулю, що дає нам такий розв'язок:
{\displaystyle p=p_{0}\sin(\omega t\mp kx)}.
де {\displaystyle \omega } — кутова частота хвилі, а {\displaystyle k} — її хвильове число.

### Отримання
Хвильове рівняння можуть бути отримано на основі лінеаризованого одновимірного рівняння неперервності, лінеаризованого одновимірного рівняння сил і рівняння стану.
Рівняння стану (рівняння стану ідеального газу)
{\displaystyle PV=nRT}
В адіабатичному процесі, тиск Р як функція від густини {\displaystyle \rho } може бути лінеаризована до 
{\displaystyle P=C\rho \,}
де C — деяка константа. Розбиваючи тиск і густину на їхні середні і загальні компоненти і вважаючи, що {\displaystyle C={\frac {\partial P}{\partial \rho }}}:, отримаємо:
{\displaystyle P-P_{0}=\left({\frac {\partial P}{\partial \rho }}\right)(\rho -\rho _{0})}.
Адіабатичний об'ємний модуль для рідини визначається як
{\displaystyle B=\rho _{0}\left({\frac {\partial P}{\partial \rho }}\right)_{adiabatic}}
який дає результат
{\displaystyle P-P_{0}=B{\frac {\rho -\rho _{0}}{\rho _{0}}}}.
Ущільнення, s, визначається як зміна густини для даної рідини.
{\displaystyle s={\frac {\rho -\rho _{0}}{\rho _{0}}}}
Лінеаризоване рівняння стану набуває вигляду
{\displaystyle p=Bs\,} де p - це звуковий тиск ({\displaystyle P-P_{0}}).
Рівняння неперервності (збереження маси) в одному вимірі має вигляд
{\displaystyle {\frac {\partial \rho }{\partial t}}+{\frac {\partial }{\partial x}}(\rho u)=0}.
Тут u — це швидкість потоку рідини. Рівняння знову повинно бути лінеаризоване і змінні поділені на їх середнє та змінні складові.
{\displaystyle {\frac {\partial }{\partial t}}(\rho _{0}+\rho _{0}s)+{\frac {\partial }{\partial x}}(\rho _{0}u+\rho _{0}su)=0}
Перегруповуючи і зазначивши, що зміна густини навколишнього середовища не залежить від часу і положення, що ущільнення, помножене на швидкість — дуже мале число, отримаємо:
{\displaystyle {\frac {\partial s}{\partial t}}+{\frac {\partial }{\partial x}}u=0}
Рівняння сили Ейлера (збереження імпульсу) є останнім з необхідних компонентів. В одновимірному випадку рівняння має вигляд:
{\displaystyle \rho {\frac {Du}{Dt}}+{\frac {\partial P}{\partial x}}=0},
де {\displaystyle D/Dt} являє собою конвективною похідною, яка є похідною в точці, яка рухається зі середовищем.
Лінеаризація змінних:
{\displaystyle (\rho _{0}+\rho _{0}s)\left({\frac {\partial }{\partial t}}+u{\frac {\partial }{\partial x}}\right)u+{\frac {\partial }{\partial x}}(P_{0}+p)=0}.
Перегруповуючи і нехтуючи малими членами, результуюче рівняння стане лінеаризованим одновимірним рівнянням Ейлера:
{\displaystyle \rho _{0}{\frac {\partial u}{\partial t}}+{\frac {\partial p}{\partial x}}=0}.
Взявши похідну за часом в рівнянні неперервності і просторову похідну в рівнянні сили, отримаємо:
{\displaystyle {\frac {\partial ^{2}s}{\partial t^{2}}}+{\frac {\partial ^{2}u}{\partial x\partial t}}=0}
{\displaystyle \rho _{0}{\frac {\partial ^{2}u}{\partial x\partial t}}+{\frac {\partial ^{2}p}{\partial x^{2}}}=0}.
Домноживши перше на {\displaystyle \rho _{0}}, віднявши друге, і підставляючи в лінеаризоване рівняння стану, отримаємо
{\displaystyle -{\frac {\rho _{0}}{B}}{\frac {\partial ^{2}p}{\partial t^{2}}}+{\frac {\partial ^{2}p}{\partial x^{2}}}=0}.
Остаточний результат
{\displaystyle {\partial ^{2}p \over \partial x^{2}}-{1 \over c^{2}}{\partial ^{2}p \over \partial t^{2}}=0},
де {\displaystyle c={\sqrt {\frac {B}{\rho _{0}}}}} — швидкість поширення.

## Трьохвимірний випадок

### Рівняння
Фейнман вивів хвильове рівняння, яке описує поведінку звуку в речовині у трьох вимірах:
{\displaystyle \nabla ^{2}p-{1 \over c^{2}}{\partial ^{2}p \over \partial t^{2}}=0}
де {\displaystyle \nabla ^{2}} — оператор Лапласа, {\displaystyle p} — акустичний тиск і {\displaystyle c} — швидкість звуку.
Подібний вигляд хвильового рівняння, але для векторного поля швидкості частинок:
{\displaystyle \nabla ^{2}\mathbf {u} \;-{1 \over c^{2}}{\partial ^{2}\mathbf {u} \; \over \partial t^{2}}=0}..
У деяких ситуаціях, це рівняння є більш зручне для розв'язку хвильового рівняння для абстрактного скалярного поля потенціалу швидкості, яке має вигляд 
{\displaystyle \nabla ^{2}\Phi -{1 \over c^{2}}{\partial ^{2}\Phi  \over \partial t^{2}}=0}
з якого виводяться фізичні величини — швидкість частинок і акустичний тиск:
{\displaystyle \mathbf {u} =\nabla \Phi \;},
{\displaystyle p=-\rho {\partial  \over \partial t}\Phi }.

### Розв'язування
Розв'язки знаходяться шляхом розділення змінних в різних системах координат. Вони є розв'язками комплексної амплітуди, тобто вони мають неявну часову залежність від фактора {\displaystyle e^{i\omega t}}, де {\displaystyle \omega =2\pi f} — кутова частота. Явна залежність від часу має вигляд
{\displaystyle p(r,t,k)=\operatorname {Real} \left[p(r,k)e^{i\omega t}\right]}
Тут {\displaystyle k=\omega /c\ } — хвильове число.

#### Декартові координати
{\displaystyle p(r,k)=Ae^{\pm ikr}}.

#### Циліндричні координати
{\displaystyle p(r,k)=AH_{0}^{(1)}(kr)+\ BH_{0}^{(2)}(kr)}.

#### Сферичні координати
{\displaystyle p(r,k)={\frac {A}{r}}e^{\pm ikr}}.